# Фільдер
Фільдер (нім. Filder) також Фільдерська рівнина, Фільдерське плато або Фільдергее — пологе, родюче плато в Баден-Вюртемберзі, Німеччина, розташоване на заході району Есслінген і півдні метрополійного регіону Штутгарта. 
Геологічно утворений зміною форми зони розломів періоду Ліас.
Долина Нюртінгер-Есслінгер-Неккар також є частиною природного регіону Фільдер Швабського Койпер-Ліасу на Південнонімецькій височині, але не є частиною рівнини Фільдер у справжньому сенсі.

## Географія

### Розташування та місцевість
На півдні Фільдер піднімається понад 200 м над центром Штутгарта, який розташований у долині. 
Круто піднімаючись від долини Незенбах на півночі , рівнина Фільдер досягає максимальної висоти 549  м над рівнем моря на північному заході біля Бернгартсгее. Звідки спускається на південний схід з ухилом близько одного відсотка. 
Неккар і Айхталь обмежують Фільдер на сході та півдні. 
На південному заході розташована лісова долина Шенбух, а на північному заході — Глемсвальд. 
Філдерська рівнина дренується головним чином Кершем, який тече в напрямку захід-схід до Неккара.

### Спільноти
На рівнині Філдер проживає близько 300 000 осіб. 
Важливими містами є Фільдерштадт, Лайнфельден-Ехтердінген і Остфільдерн, інші громади — Нойгаузен-ауф-ден-Фільдерн, Денкендорф і Вольфшлуген. 
На півночі розташовані Штутгартські райони Вайгінген, Мерінген, Дегерлох, Зілленбух, Бірках і Плінінген. 
На сході, на схилі долини Неккар, розташовані Есслінгенські райони Беркгайм і Цолльберг, біля міста Айхталь на південній околиці плато спускається до однойменної долини.

## Геологія
На Фільдерні є геологічний розлом, Фільдерграбен, який прямує між Шенбухом і Шурвальдом. 
У третинному періоді земна кора опустилася до 110 м на довжину приблизно 30 км і ширину 14—15 км. 
У напрямку до Швабського Альбу дно грабену поступово піднімається. 
На півночі все ще чітко видно окремість гірських порід у горах через розломи та інтенсивні тріщини.
Фільдер в основному складається з шарів червоного тріасу, які вкриті чорною юрою. 
Шари червоного тріасу складаються з нижніх барвистих мергелів, кременистого пісковику, верхніх барвистих мергелів, пісковиків штубен і кулястого мергелю. 
Під час льодовикового періоду товстий шар лесу товщиною до чотирьох метрів був нанесений на рівнину Фільдер, який був видалений вітровою ерозією в інших районах у холодні періоди льодовикового періоду та відкладений тут. 
Пізніше, через вивітрювання, виникла лесова глина , яка надає родючості ґрунтам Фільдерської рівнини. 
Починаючи з періоду неоліту (приблизно 5500 р. до н. е.), сліди поселень засвідчують землеробство.

## Використання

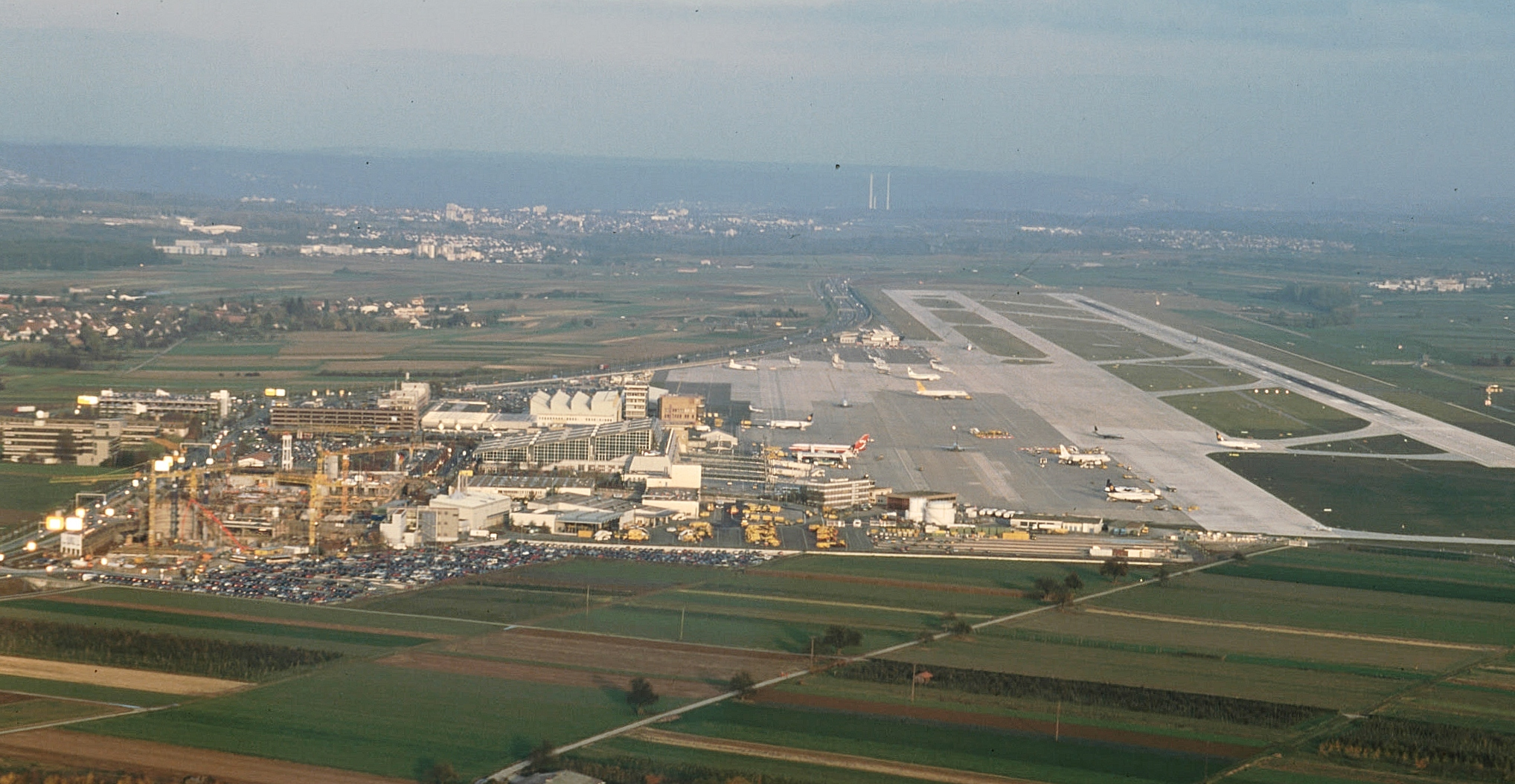
Аеропорт імені Манфреда Роммеля. Вежі електростанції на задньому плані належать тепловій електростанції Altbach/Deizisau в долині Неккар, на добрих 100 м нижче. За нею на обрії видно Шурвальд

Через особливо родючі лесові ґрунти Фільдерська рівнина майже вся розорана. 
Близько 50 відсотків ґрунтів у Фільдері мають оцінку ґрунту 75 або більше, у деяких місцях понад 90. 
Парабурі ґрунти у Фільдері є одними з найродючіших ґрунтів у Німеччині. 

Регіон Фільдер широко відомий своєю загостреною гострокочанною капустою, яку, однак, важче обробляти механічно порівняно з круглими різновидами капусти, і тому все частіше її замінюють. 
Крім капусти, вирощують і інші овочі, які забезпечують регіон.
Проте протягом десятиліть сільськогосподарські площі різко скорочувалися на користь поселень і транспортних зон. 
На додаток до масового розширення урбанізованих сіл слід згадати такі великі проекти, як: 
- розширення аеропорту Штутгарт,
- нова залізниця, запланована як частина проекту Штутгарт 21, від станції Штутгарт-Головний повз аеропорт до Вендлінгену,
- поточне розширення автобану A8
- масштабний Новий Штутгартський ярмарок[de].

Щоб компенсувати ці втрати та зберегти важливі природні території вільними від забудови, розробляється концепція природного парку Фільдерпарк. 
З цією концепцією використання решти відкритих просторів для місцевого відпочинку також має бути враховано при просторовому плануванні.